# Drot
Drot (konge, herre) er opstået af ældre dansk
drotten; oldnordisk dróttinn (af drótt, en skare,
altså egentlig den, der har hird), idet man
opfattede ordets sidste del som bestemt
kendeord: jævnfør jorddrot.
Drotten eller Sankte Drotten brugtes i Middelalderen ofte om Gud,
også som folkelig oversættelse af Trinitas,
Treenighed; navnlig gengaves Treenigheds-Kirker gerne
ved Drottens Kirke.